# Captiva (Florida)
Captiva es un lugar designado por el censo ubicado en el condado de Lee en el estado estadounidense de Florida. En el Censo de 2010 tenía una población de 583 habitantes y una densidad poblacional de 21,57 personas por km².

## Geografía
Captiva se encuentra ubicado en las coordenadas 26°29′19″N 82°11′0″O / 26.48861, -82.18333. Según la Oficina del Censo de los Estados Unidos, Captiva tiene una superficie total de 27.03 km², de la cual 3.08 km² corresponden a tierra firme y (88.6%) 23.95 km² es agua.

## Demografía
Según el censo de 2010, había 583 personas residiendo en Captiva. La densidad de población era de 21,57 hab./km². De los 583 habitantes, Captiva estaba compuesto por el 78.04% blancos, el 20.07% eran afroamericanos, el 0% eran amerindios, el 1.03% eran asiáticos, el 0% eran isleños del Pacífico, el 0% eran de otras razas y el 0.86% pertenecían a dos o más razas. Del total de la población el 3.6% eran hispanos o latinos de cualquier raza.